# Kathedraal van Brecon
De kathedraal van Brecon is een kathedraal van de Kerk in Wales en de bisschopszetel van het bisdom Swansea en Brecon. De kerk is opgedragen aan Johannes de Evangelist en staat daarom ook wel bekend als de Sint-Johanneskathedraal (Engels: Cathedral Church of St John (the Evangelist)).

## Geschiedenis
Er wordt vermoed dat de kerk is gebouwd op een eerdere Keltische kerk. Dit vermoeden is gebaseerd op de vorm van het kerkhof; er zijn geen sporen ontdekt die op het bestaan van de vroege kerk wijzen. 
De kerk werd gebouwd in opdracht van Bernard de Neufmarché, een Normandische veroveraar. Rond 1215, tijdens de regeerperiode van Jan zonder Land, werd de kerk herbouwd en uitgebreid in gotische stijl. Aan het begin van de 19e eeuw verkeerde de kerk in vervallen staat en alleen het schip werd gebruikt. In 1836 zouden enkele herstelwerkzaamheden plaatsvinden. Pas is de jaren '60 van de 19e eeuw was er sprake van een grotere restauratie. In 1914 werd de toren verstevigd.
In 1920 kwam de Kerk in Wales voort uit de Kerk van Engeland. In 1923 werd in die kerk het nieuwe bisdom Swansea en Brecon gecreëerd. De Sint-Johanneskerk werd de kathedraal van het bisdom. De kathedraal heeft tegenwoordig de status van 
Grade I listed building.